# Anastassija Pilipenko
Anastassija Olegowna Pilipenko (russisch Анастасия Олеговна Пилипенко, engl. Transkription Anastasiya Pilipenko; geb. Виноградова – Winogradowa – Vinogradova; * 13. September 1986 in Alma-Ata, KSSR) ist eine kasachische Hürdenläuferin, die sich auf die 100-Meter-Distanz spezialisiert hat.

## Sportliche Laufbahn
Erste Erfahrungen bei internationalen Meisterschaften sammelte Anastassija Pilipenko bei den Jugendweltmeisterschaften 2003 in Sherbrooke, bei denen sie im 100 Meter Hürdenlauf in der ersten Runde ausschied. 2005 nahm sie an der Sommer-Universiade in Izmir teil, schied aber auch dort bereits im Vorlauf ausschied. 2006 belegte sie bei den Asienspielen in Doha in 13,30 s den fünften Platz und 2007 verpasste sie bei den Studentenweltspielen in Bangkok als Vierte nur knapp eine Medaille. Sie qualifizierte sich im 100-Meter-Lauf auch für die Weltmeisterschaften in Osaka, bei denen sie mit 11,74 s in der Vorrunde ausschied. Zum Ende der Saison gewann sie die Bronzemedaille über 60 m Hürden bei den Hallenasienspielen in Macau. 
2008 qualifizierte sie sich zum ersten Mal für die Olympischen Sommerspiele in Peking, bei denen sie mit 12,99 s in der ersten Runde ausschied. Auch vier Jahre später nahm sie an den Olympischen Spielen in London teil und qualifizierte sich auch diesmal nicht für eine weitere Runde. 2013 wurde sie bei den Asienmeisterschaften in Pune im Finale disqualifiziert. 2014 gewann sie bei den Hallenasienmeisterschaften in Hangzhou die Silbermedaille über 60 m Hürden hinter der Chinesin Wu Shuijiao. Bei den Hallenweltmeisterschaften im polnischen Sopot schied sie in 8,27 s hingegen in der ersten Runde aus. Bei den Asienspielen im südkoreanischen Incheon qualifizierte sie sich für das Finale, konnte dieses aber nicht beenden. 2015 gewann sie in 13,33 s die Silbermedaille bei den Asienmeisterschaften in Wuhan.
2016 gewann sie bei den Hallenasienmeisterschaften in Doha ursprünglich die Silbermedaille über 60 Meter Hürden. Nachdem ihre Landsfrau Anastassija Soprunowa wegen eines Dopingvergehens disqualifiziert worden war, wurde ihr die Goldmedaille zugesprochen. Sie qualifizierte sich erneut für die Olympischen Spiele in Rio de Janeiro, bei denen sie zum dritten Mal in der Qualifikationsrunde ausschied. 2017 gewann sie bei den Asienmeisterschaften in Bhubaneswar den sechsten Platz. Anfang September gewann sie bei den Asian Indoor & Martial Arts Games in Aşgabat in 8,59 s die Bronzemedaille über 60 Meter Hürden. Mit der 4-mal-400-Meter-Staffel wurde sie disqualifiziert. 2018 nahm sie erneut an den Asienspielen in Jakarta teil und erreichte in 13,64 s den sechsten Rang.
2007 wurde Pilipenko Kasachische Meisterin über 100 m Hürden und im 100-Meter-Lauf und 2017 erneut im Hürdensprint. Anastassija ist die Tochter der sowjetischen Silbermedaillengewinnerin bei Europa- und Weltmeisterschaften, Jelena Winogradowa. Auch ihr Vater und Trainer Oleg Winogradow war selbst als Hürdenläufer aktiv. Sie studierte Biologie sowie Sporterziehung und Sportwissenschaften an der Al-Farabi-Universität in Almaty.

## Persönliche Bestzeiten
- 100 Meter: 11,25 s (+1,7 m/s), 7. Juni 2008 in Almaty
- 200 Meter: 23,01 s (+0,9 m/s), 20. Juni 2008 in Bischkek
- 100 m Hürden: 12,69 s (+1,3 m/s), 9. Juni 2012 in Bischkek
  - 60 m Hürden (Halle): 8,10 s, 30. Januar 2016 in Öskemen